# Zaum

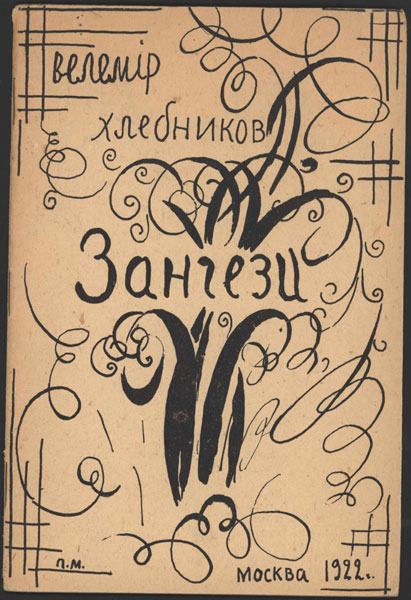
El llibre de Khlébnikov Zanguezi (1922).

Zaum (rus: зáумь) són els experiments lingüístics al simbolisme fonètic i la creació lingüística dels poetes futuristes russos com Velimir Khlébnikov i Aleksei Krutxónikh.
El zaum és una entitat fonètica no referencial amb una ontologia pròpia. El llenguatge consta de neologismes que no volen dir res. El zaum és un llenguatge organitzat mitjançant analogia fonètica i ritme. La literatura en zaum no pot contenir cap onomatopeia ni estat psicopatològic.
El zaum no té regles gramaticals ni convencions semàntiques, ni normes d'estil. Va ser creat per expressar les emocions i les sensacions primordials. La seva universalitat es basa en la idea que els sons són anteriors als significats, i són un element natural i, per tant, universal, de la comunicació humana.

## Etimologia i significat
Encunyat per Krutxónikh el 1913, el mot zaum està format pel prefix rus за, que vol dir "més enllà" i el nom ум "la ment, el nous" i ha estat traduït com a "transraó", "més enllà del sentit" o "transmental".Segons l'acadèmic Gerald Janecek, zaum es pot definir com el llenguatge poètic experimental caracteritzat per la seva indeterminació en el significat.
Krutxénikh, a la “Declaració de la Paraula com a tal (1913),” declara que el zaum és "una llengua que no té cap significat definit, una llengua transracional" que "permet una expressió més completa", mentre que, segons ell, el llenguatge comú de la parla quotidiana "lliga". Mantenia a més, a "Declaració de la llengua transracional" (1921), que el zaum "pot proporcionar un llenguatge poètic universal, nascut orgànicament i no artificialment, com l'esperanto."

## Ús
Aleksei Krutxónikh va crear el zaum per demostrar que el llenguatge era indefinit i indeterminat.
Krutxónikh afirmava que, en crear el zaum, va decidir oblidar les regles gramaticals i de sintaxi. El motiu d’això era que introduir el desordre en el llenguatge transmetria millor el desordre de la vida. Krutxónikh considerava el zaum la manifestació d'un llenguatge espontani no codificat.
Khlébnikov creia que el propòsit de el zaum era trobar el significat essencial de les arrels de les paraules en sons consonàntics. Creia que aquest coneixement podria ajudar a crear una nova llengua universal basada en la raó.
Alguns exemples de zaum inclouen el poema de Krutxónikh "Dir bul sxil", el llibret de Krutxónikh per a l'òpera futurista Victòria sobre el sol  amb música de Mikhaïl Matiuixin i escenografia de Kazimir Malèvitx, i l'anomenat "llenguatge de les aus" de Khlébnikov", "llengua dels déus" i "llengua dels estels". La producció poètica és potser comparable a la del dadaisme contemporani, però la teoria lingüística o metafísica darrere del zaum estava totalment desproveïda de la suau autoironia d'aquest moviment i amb tota serietat era un intent de recuperar el simbolisme sonor d’una llengua aborigen perduda. En mostrar trets d'un misticisme nacional eslau, Krutxónikh tenia com a objectiu recuperar la llengua materna eslava primitiva en particular.
Kruchenykh seria autor de molts poemes i fulletons mimeografiats escrits en zaum. Aquests fulletons combinen poesia, il·lustracions i teoria.
A l’època moderna, Sergue Segai creà, des del 1962, poesia zaum. Rea Nikonova començà a crear versos Zaum probablement una mica més tard, cap al 1964. La seva poesia zaum es pot veure, per exemple, en números de la famosa revista samizdat "Transponans". El 1990, el poeta d'avantguarda contemporani Serguei Biriukov va fundar a Tambov una associació de poetes anomenada "Acadèmia de zaum"
L'ús del zaum va assolir el seu punt àlgid des del 1916 fins al 1920 durant la Primera Guerra Mundial. En aquest moment, el zaumisme va arrelar com un moviment principalment involucrat en les arts visuals, la literatura, la poesia, els manifestos de l'art, la teoria de l'art, el teatre i el disseny gràfic, i concentrà la seva política pacifista a través d'un rebuig de les normes prevalents en l'art a través d'obres culturals antiart. Les activitats del zaum incloïen reunions públiques, manifestacions i publicacions. El moviment influencià estils posteriors, com ara l'avantguarda i els moviments de música downtown i grups inclòs el surrealisme, el nou realisme, el pop art i el fluxus.

## Zaumiks destacats
- Velimir Khlébnikov[2]
- Aleksei Krutxónikh[2]
- Ilià Zdanévitx[2]
- Ígor Teréntiev[2]
- Aleksandr Tufanov[2]
- Kazimir Malèvitx[2]
- Olga Rózanova[2]
- Varvara Stepànova[2]